# Goldene Bremm
Goldene Bremm  (französisch schwankender Gebrauch: Brème d’Or, Brême d’Or, Breme d’Or) ist eine Gebietsbezeichnung im deutsch-französischen Grenzgebiet zwischen der Stadt Saarbrücken und den zum Kanton Stiring-Wendel gehörenden Orten Stiring-Wendel und Spichern. Das Saarland grenzt hier an das Département Moselle in der Region Grand Est. Hier queren wichtige Straßenverbindungen die deutsch-französische Grenze. Das im Deutsch-Französischen Krieg 1870/71 hart umkämpfte Gebiet, das auch im Zweiten Weltkrieg Kampfgebiet und Ort des Gestapo-Lagers Neue Bremm war, ist heute eine Gedenk- und Begegnungsstätte innerhalb der Euroregion Saar-Lor-Lux.

## Etymologie

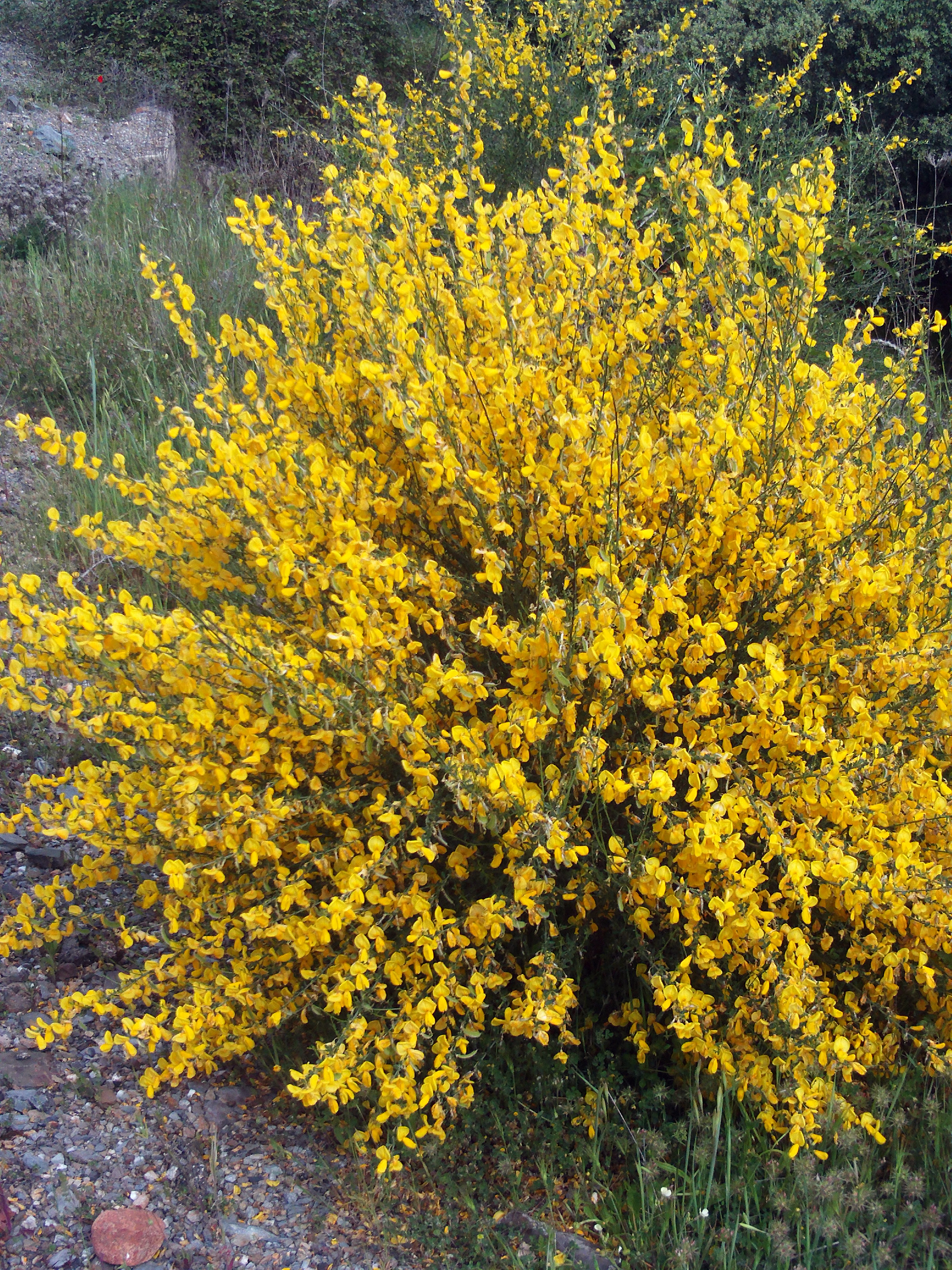
Besenginster, die namensgebende Pflanze

Die „Alte Bremm“ liegt etwa 400 m westlich der Grenze auf französischem Gebiet, die „Goldene Bremm“ hart an der Grenze und die „Neue Bremm“ etwa 1000 m östlich der Grenze. Die Goldene Bremm liegt auf französischer Seite auf der Gemarkung von Spichern, während der auf der Gemarkung von Saarbrücken liegende Abschnitt Neue Bremm heißt; im Volksmund wird dies nicht klar unterschieden. Auch die Autobahnabfahrt auf deutscher Seite heißt Goldene Bremm. Weiter ist Zur Goldenen Bremm der Name von Gaststätten. Im 19. Jahrhundert wurde auch die Grenze zwischen Preußisch-Kohlhof und Bayerisch-Kohlhof so genannt.
Bis etwa 1820 hieß die Stelle am Zollstock. Der Name Goldene Bremm bürgerte sich ein, nachdem Claude Mouton an der Grenze den Gasthof „Zur Goldenen Bremm“ – „Auberge de la Brème d’Or“ errichtet hatte. Bremm bezeichnet dabei die goldgelb blühende Besenginster-Art, die in der Region verbreitet ist. In der lothringisch-rheinfränkischen Mundart heißt dieser Ginster Bremme (vgl. mittelhochdeutsch brimme, niederländisch brem oder englisch broom für „Ginster“. Das Wort broom bezeichnet in der englischen Sprache zugleich den „Besen“, da der „Besen“-Ginster zum Auskehren verwendet wurde).

## Infrastruktur
Hier querte die 1810/11 erbaute frühere Kaiserstraße die deutsch-französische Grenze, in deren Nachfolge die Fernstraßen N 3 – B 41 und die Europastraße 50 mit den 1968/69 gebauten Autobahnen A 320 – A 6.
Vor dem Schengener Abkommen wurden am Bundesstraßen- und am Autobahn-Übergang Goldene Bremm Grenzformalitäten erledigt; Autobahn-Tankstelle und Autobahn-Raststätte sind auch nach Wegfall der Pass- und Zollkontrolle noch vorhanden. Auch für Frankreich war und ist dies eine der wichtigsten Übergangsstellen im Deutsch-Französischen Grenzverkehr.
Ein Tagungshotel der Novotel-Kette auf deutscher Seite trug ebenfalls den Namen Goldene Bremm; beim heutigen Mercure-Hotel ist allerdings dieser Name nicht erhalten.
Neue Bremm heißt auch ein Restaurant auf deutscher Seite der Metzer Straße.

## GedenkstätteNeue Bremm
Kernstück der 1947 von dem französischen Architekten André Sive konzipierten Gedenkstätte auf dem Gelände des ehemaligen Lagers Neue Bremm auf der Metzer Straße ist ein 30 m hoher Stahl-Obelisk. Seit 1998 entstanden Diskussionen um eine Neugestaltung der durch mangelhafte Pflege und Verbauung degenerierten Gedenkstätte. Auf die Etymologie der Gemarkung „Goldene Bremm“ spielt eine der 136 Erneuerungsideen zu dieser Gedenkstätte an, eine Stahlplatte von Gertrud Riethmüller mit dem Schriftzug Will nicht narben, hervorgegangen aus einer 1999 durchgeführten Performance mit dem Titel Ginsterlicht – Schlieren im Gesicht. Vor den Augen der Passanten in der Fußgängerunterführung vor dem Obelisken hatte die Künstlerin diese Worte mit dem Schweißbrenner in die Platte eingebrannt. Diese Stahlplatte hängt heute an der Südseite des ehemaligen Männerlagers.
Am 8. Mai 2004 wurde die nach Plänen der Berliner Architekten Nils Ballhausen und Roland Poppensieker umgebaute Gedenkstätte unter dem Stichwort „Hotel der Erinnerung“ wiedereröffnet. Eine 65 m lange Betonmauer trägt nachts einen Leucht-Schriftzug „HOSTAL HOSTILE HOTEL HOSTAGE GOSTIN OSTILE HOSTEL HOSTIL HOST“, was in seinem etymologischen Wortspiel so viel bedeutet, dass aus einem feindlichen ein gastfreundlicher Ort geworden ist, in Anspielung auf das auf dem Gelände des ehemaligen Frauenlagers genau gegenüber liegende Novotel Goldene Bremm (heute Mercure Saarbrücken-Süd), das insoweit konzeptionell in die Idee einbezogen ist. Entlang der Mauer entstand ein Rezeptionsbereich mit Dokumentation in deutscher und französischer Sprache.

## Ereignisse

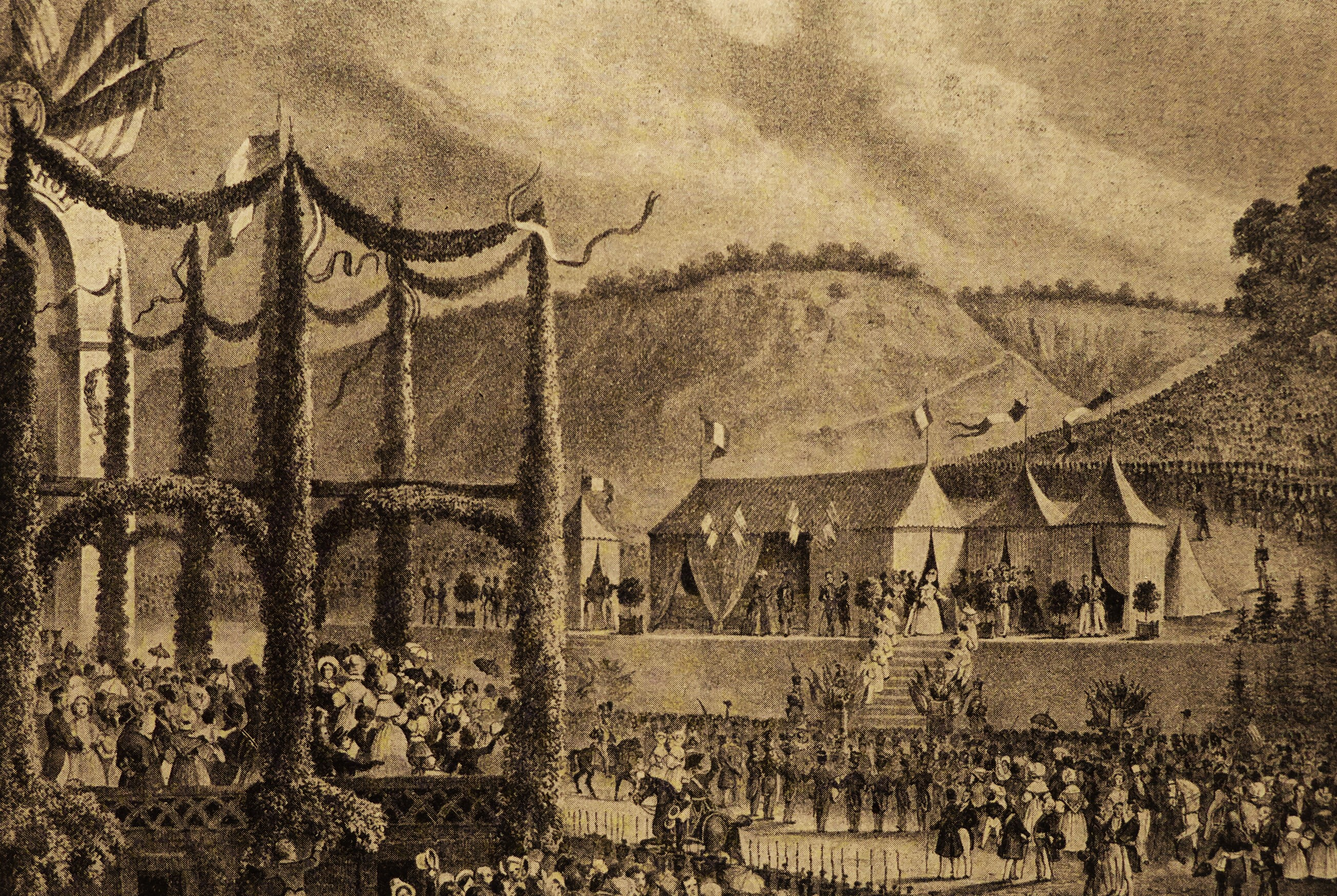
Empfang der Prinzessin Helene von Mecklenburg-Schwerin an der Goldenen Bremm am 25. Mai 1837

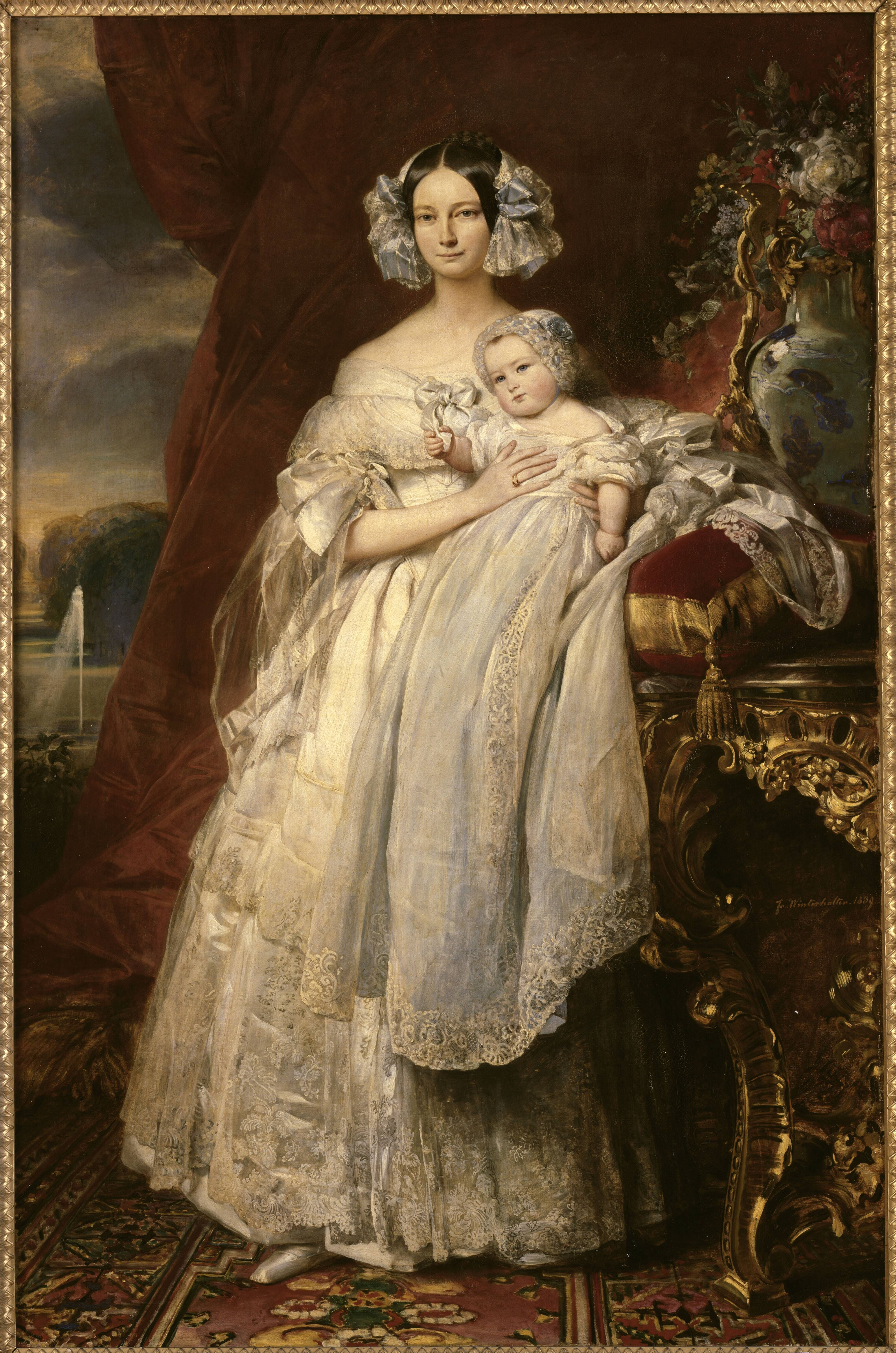
Helene von Mecklenburg-Schwerin mit ihrem Sohn Louis Philippe Albert, Gemälde von Franz Xaver Winterhalter um 1839

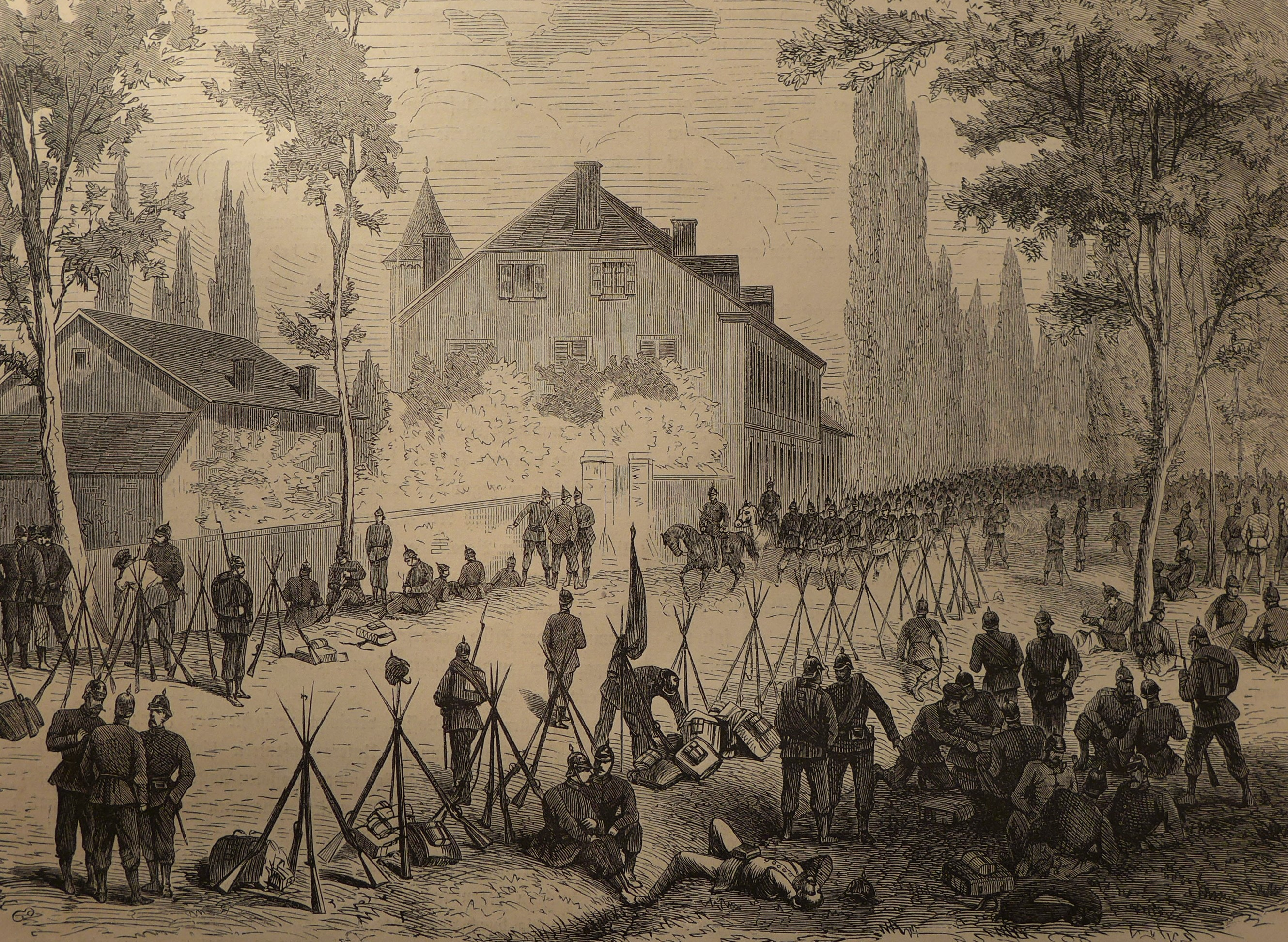
Goldene Bremm am 7. August 1870. Lager und Vormarsch der Deutschen

Als Prinzessin Helene Luise Elisabeth von Mecklenburg-Schwerin auf dem Weg nach Fontainebleau zu ihrem Verlobten, dem französischen Thronfolger Herzog Ferdinand von Orléans, am 25. Mai 1837 hier die Grenze zu ihrem künftigen Königreich überschritt, wurde ihr ein prächtiger Empfang bereitet. Eine Ehrenpforte und ein Prachtzelt für 100 Personen erwarteten die Prinzessin, die an der Goldenen Bremm ihr Frühstück einnahm. Das Geschirr hatte man von Paris herbeigebracht. 24 junge Mädchen überreichten ihr eine Krone und Blumen. Die Vertreter der französischen und preußischen Behörden versicherten sich gegenseitig guter Nachbarschaft. Truppenaufmärsche und Regimentsmusik verabschiedeten die Prinzessin aus Preußen und begrüßten sie in Frankreich. Eine unabsehbare Volksmenge zweier Nationen wohnte dem Schauspiel bei. Neben einer ausführlichen Schilderung des Empfangs bringt Ruppersberg auch eine bildliche Darstellung.

Nur 33 Jahre später war die Goldene Bremm bei Beginn des Deutsch-Französischen Krieges ein Schauplatz der blutigen Schlacht bei Spichern am 6. August 1870. Ein Kriegsberichterstatter schrieb: 

„Auf der Straße von Saarbrücken nach Frankreich steht dicht an der Grenze, bereits auf französischem Boden, ein Wirthshaus, ‚Die goldene Bremme‘ geheißen. In friedlichen Zeiten dient es zur freundlichen Einkehr für die Bewohner der beiderseitigen Grenzdistricte, und seine Lage an der vielbesuchten Straße nach Forbach ist eine sehr vortheilhafte. Am 6. August aber, während des Kampfes um Spichern, befand es sich inmitten der französischen Gefechtsstellung […]. Im Gasthof zur goldenen Bremme befand sich eigentlich seit dem 2. August das Hauptquartier des Generals Frossard. Während des Gefechts vom 6. aber soll dieser Heerführer sich bis gegen Abend in Forbach befunden haben.“

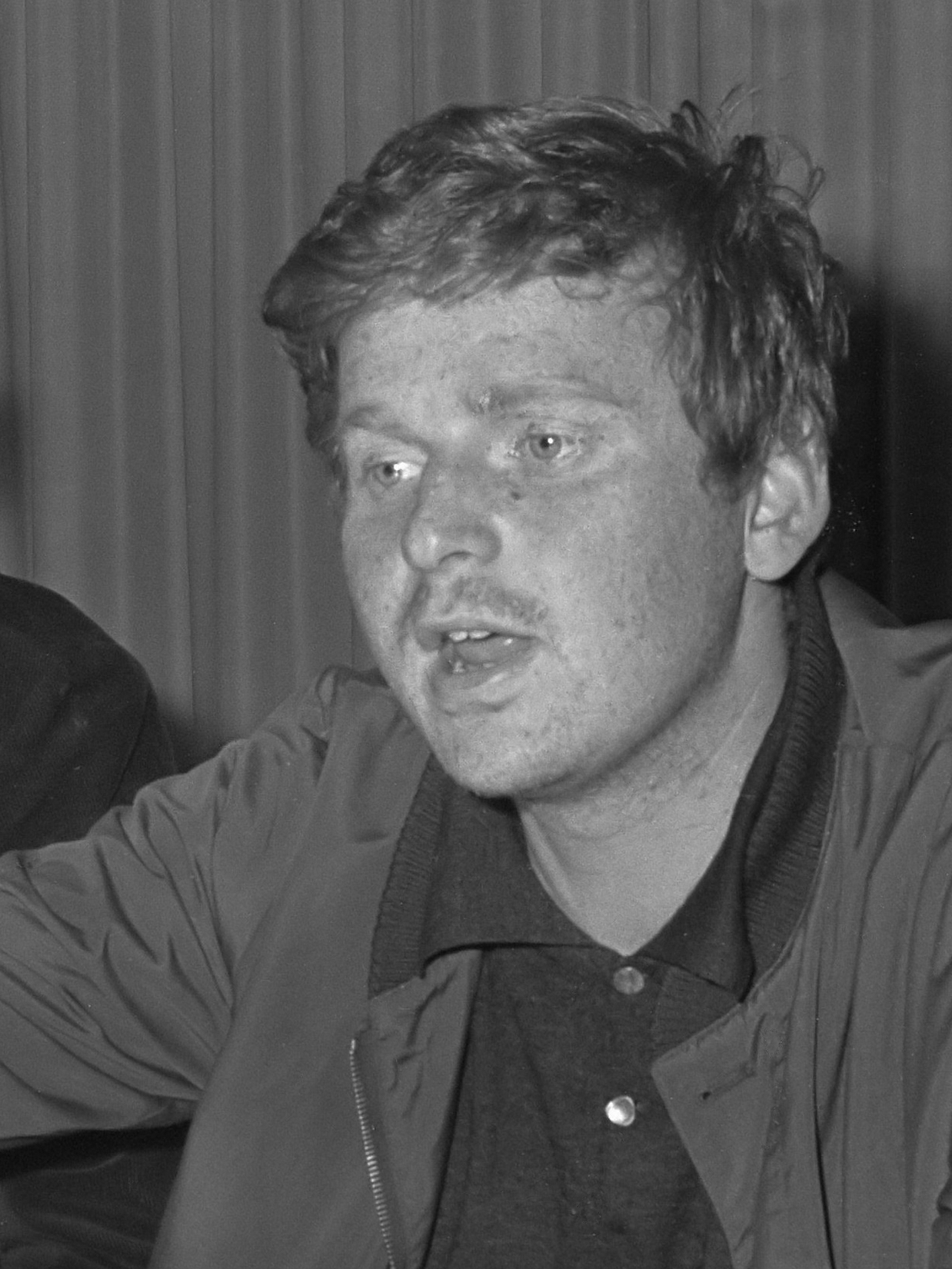
Daniel Cohn-Bendit (1968)

Am 24. Mai 1968 versuchte der damalige Studentenführer Daniel Cohn-Bendit, der wenige Tage zuvor aufgrund seiner führenden Rolle bei den Studentenprotesten im Mai 1968 mit einem Aufenthaltsverbot in Frankreich belegt worden war, an der Goldenen Bremm nach Frankreich einzureisen. Begleitet wurde er von ca. 800 Studenten, die nach einem Teach-in an der Universität des Saarlandes mit ihm zur Grenze gekommen waren und dort für seine Wiedereinreise demonstrierten. Ein Großaufgebot an Bereitschaftspolizisten auf deutscher Seite sowie an Angehörigen der Republikanischen Garde auf französischer Seite hatte die Grenze abgeriegelt. Auch nach Verhandlungen mit dem Unterpräfekten in Forbach wurde Cohn-Bendit die Einreise verwehrt. Noch am selben Tag gelangte er jedoch heimlich über die Grüne Grenze und reiste nach Paris.
In der Silvesternacht 1992/93 fand an der Goldenen Bremm das erste saarländisch-lothringische Nachbarschaftsfest mit Feuerwerk, Lasershow und musikalischen Darbietungen von Patricia Kaas statt.
Von 1994 bis 2002 gab es alljährlich auf der Goldenen Bremm ein vergleichbares Fest im deutsch-französischen Freundschaftsmonat Mai, in dem traditionell auch die französischen Theater- und Kulturtage Perspectives du Théâtre in Saarbrücken stattfanden (diese sind seit 2006 auf den Juni verlegt); das Fest wurde abwechselnd vom Saarland und von der Region Lothringen organisiert und erreichte bis zu 30.000 Besucher.

## Belege
1. ↑  Topographische Karte 1:25.000, Blatt 6707 Saarbrücken, Ausgabe 1958
2. ↑  Joseph Allmang: Les Lieux-dits de Spicheren, Moselle. Die Spicherer Flurnamen. Augny 1969, S. 73, 115.
3. ↑  LothWB:Bremme, LothWB:Brimmen, PfWB:Brimme
4. ↑  Lexer:brimme
5. ↑  Albert Ruppersberg: Geschichte der Stadt Saarbrücken, 2. Band, Nachdruck der 2. Auflage von 1914, S. 23–26.
6. ↑  Albert Ruppersberg: Geschichte der Stadt Saarbrücken, 2. Band, Nachdruck der 2. Auflage von 1914, S. 24.
7. ↑  Illustrirte Kriegs-Chronik. Gedenkbuch an den Deutsch-Französischen Feldzug von 1870–1871. Leipzig 1871, S. 91 (Online).
8. ↑  Das Spektakel von Forbach. Wasserwerfer, Hunde und Pferde: Cohn-Bendit kam nicht durch. Die Zeit, Nr. 22, 31. Mai 1968, abgerufen am 30. Januar 2014.
9. ↑  Heinrich Grittmann: Mein „Mai 68“ (24.05. 1968) in Saarbrücken. Archiviert vom Original am 2. Februar 2014; abgerufen am 30. Januar 2014.

Koordinaten: 49° 12′ 30″ N, 6° 57′ 54″ O